# 维姆勒
维姆勒（法語：Wimereux，發音：[vimʁø] ⓘ），法国北部城市，上法兰西大区加来海峡省的一个市镇，隶属于滨海布洛涅区，其市镇面积为7.71平方公里，2022年1月1日时人口数量为6,307人，在法国市镇中排名第1,707位。
维姆勒位于加来海峡省西部，加来海峡海滨，是滨海布洛涅的一个近郊卫星城，也是一个区域性的中心城市，因其境内的海滩及附近的大片疗养院而闻名。

## 地名来源
“维姆勒”一名最初于公元13世纪时以“Wimerenc”的形式被记载，该名称的来源及含义尚不清楚，流经此地的河流亦以其命名。

## 历史

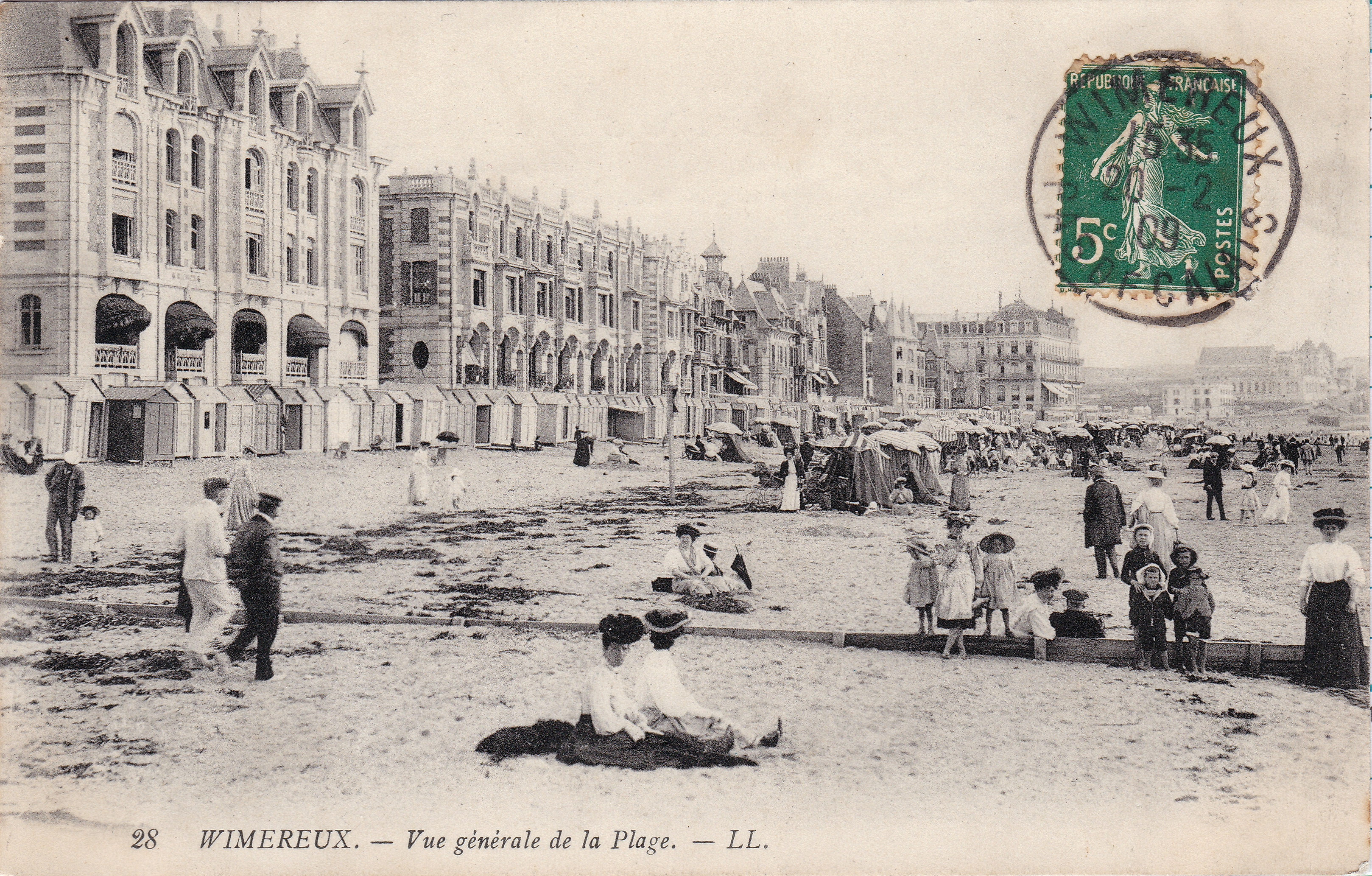
20世纪初的维姆勒海滩

维姆勒的早期历史尚不清楚，中世纪时维姆勒长期为一座海滨农业村落，渔业可能是当地的主要经济支柱。1785年6月15日，法国航天学家让-弗朗索瓦·皮拉特尔·德·罗齐耶在维姆勒附近进行试飞活的时不幸身亡。法国大革命后，维姆勒成为维米勒的一个村落，后者为加来海峡省的一个市镇。1806年，拿破仑一世在维姆勒海滨兴建炮台以加强海岸线防御。1867年，途径此地的布洛涅－加来铁路建成通车。此后，随着交通及旅游业的发展，维姆勒逐渐发展成为一座海滨度假旅游城市，当地出现了大批疗养院及游客接待设施，其常住人口数量亦逐年增加。1899年，维姆勒从原维米勒市镇范围内独立设为新市镇。第二次世界大战末期，维姆勒曾遭到严重破坏，战后当地兴建了战争纪念碑。

## 地理

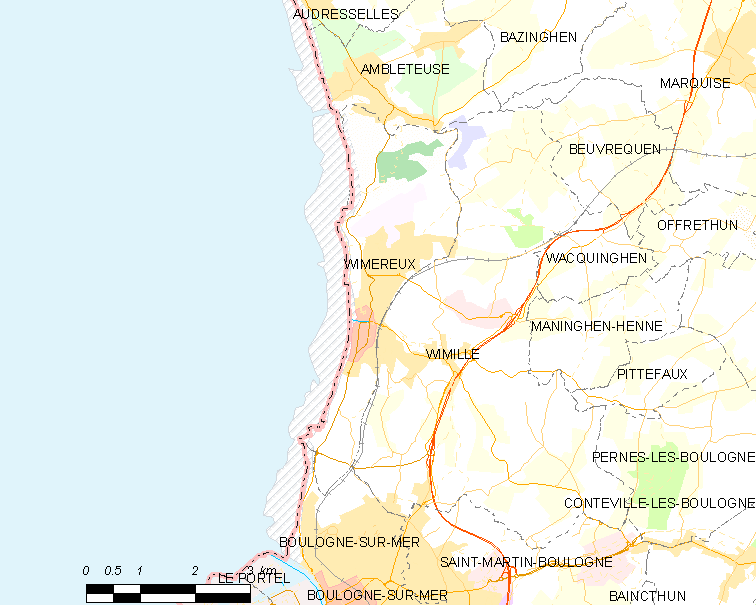
维姆勒市镇范围地图

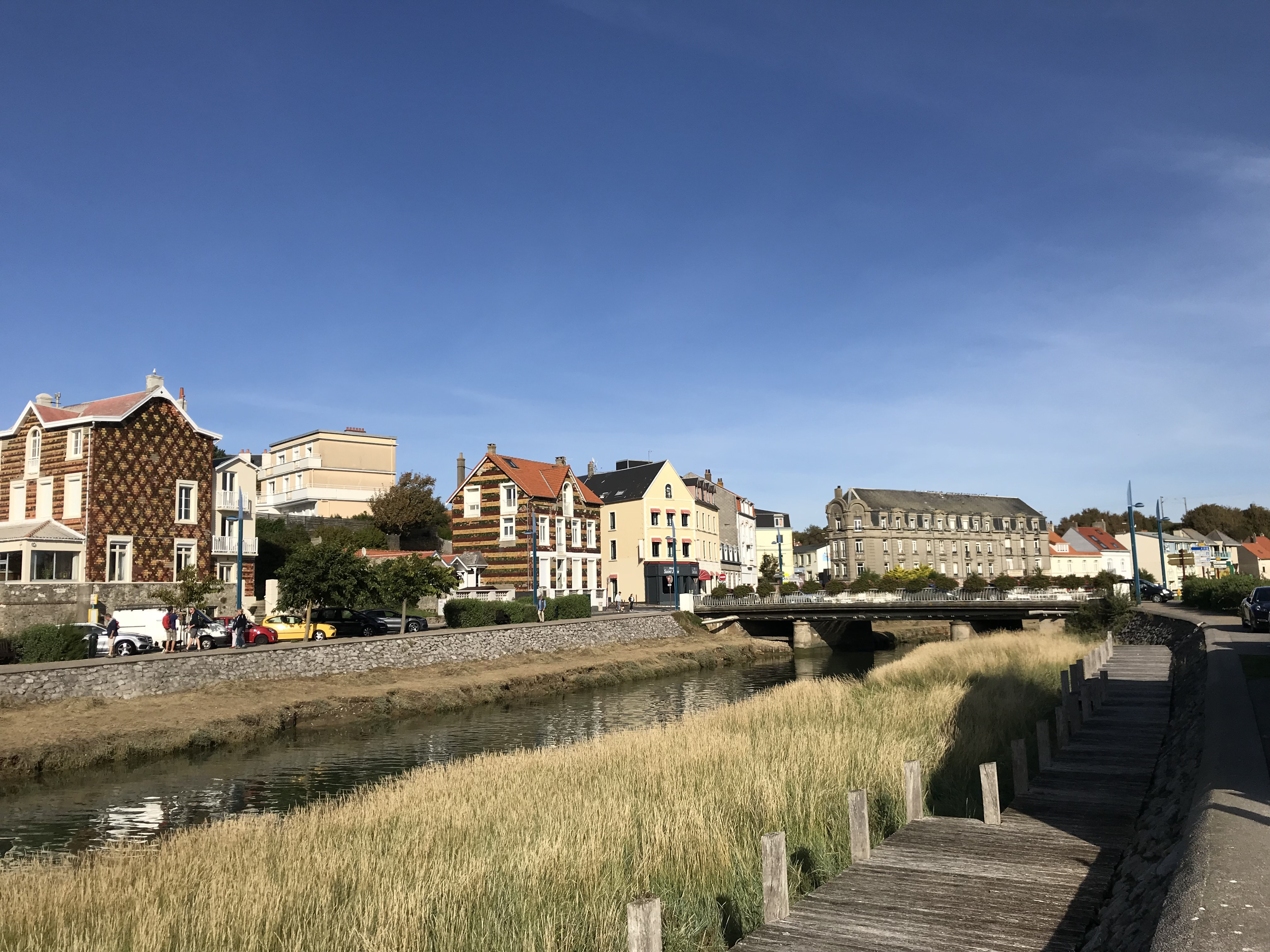
维姆勒河

维姆勒位于法国北部，上法兰西大区西部和加来海峡省西部，距离省会阿拉斯大约120公里。与维姆勒接壤的市镇包括：昂布勒特斯、维米勒和滨海布洛涅。

### 地形
维姆勒位于蛋白海岸腹地，境内以平原和浅丘为主，市镇中心地势较为平坦，北侧为斯拉克沙丘（Dunes de la Slack），部分区域地势起伏明显，全境海拔在0到71米之间。

### 水文
维姆勒河自东向西流经维姆勒镇中心并独立注入加来海峡。

### 植被
维姆勒属于温带阔叶混交林区，林地散落分布于市镇范围内的多个街区。
在鲜花城市的评比中，维姆勒被评为3星级鲜花城市。

### 气候
维姆勒在柯本气候分类法中属于温带海洋性气候。

## 行政区划
维姆勒的市镇编号为62893，邮政编号为62930。
在行政管理方面，维姆勒隶属于法国上法兰西大区加来海峡省滨海布洛涅区；在地方选举方面，维姆勒隶属于滨海布洛涅第一县，其市镇范围全境被划入加来海峡省第五选区；在社会管理方面，维姆勒是滨海布洛涅城市圈公共社区的组成部分。
截至2023年4月，维姆勒市镇范围内暂无城市敏感街区及城市政策优先街区。
法国国家统计与经济研究所（简称）在进行数据统计时，将维姆勒及相邻的维米勒设为维姆勒城市核心区（Unité urbaine de Wimereux），并将包括核心区在内的周边共49个市镇划为滨海布洛涅城市区。自2020年起，滨海布洛涅城市区被包含80个市镇的滨海布洛涅城市辐射区代替。此外，还将维姆勒市镇分为了三个“块区”（IRIS），以便于统计人口分布情况。

## 交通

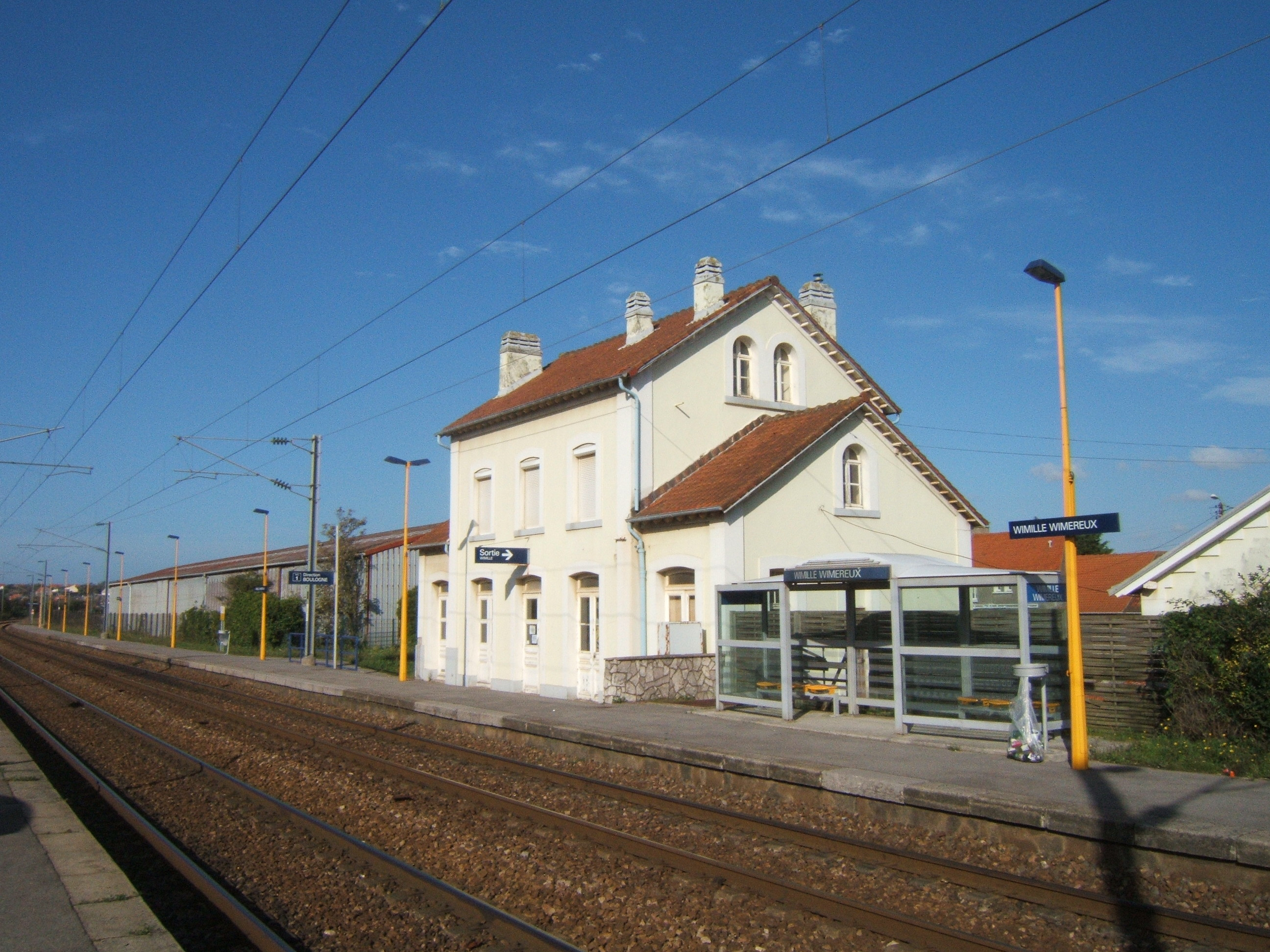
维米勒-维姆勒火车站

### 公路
多条加来海峡省省道在维姆勒境内交汇，上法兰西大区下属的城际客运提供巴士线路，可前往周边部分市镇。
2019年，48.3%的维姆勒家庭拥有至少一辆私人汽车。2019年，维姆勒境内共发生各类交通事故1起，造成2人受伤。
| 33 | 3.7 |

| 阿拉斯 | 117 |

| 加来 | 32 |

| 滨海布洛涅 | 7 |

### 铁路
维姆勒位于布洛涅－加来铁路上。维米勒-维姆勒站位于市区东部，该站停靠往返于滨海布洛涅和加来一线的区域列车。

### 航空
距离维姆勒最近的开辟常规航线的民用航空站为128公里外的里尔机场。

### 城市公共交通
维姆勒是滨海布洛涅城市公共交通（商业名称为）的服务覆盖范围，后者是滨海布洛涅城市圈公共社区的城市公共交通系统。截至2023年4月，该系统共包括13条常规公交线路，其中公交A线和F线经过维姆勒市区。

## 政治

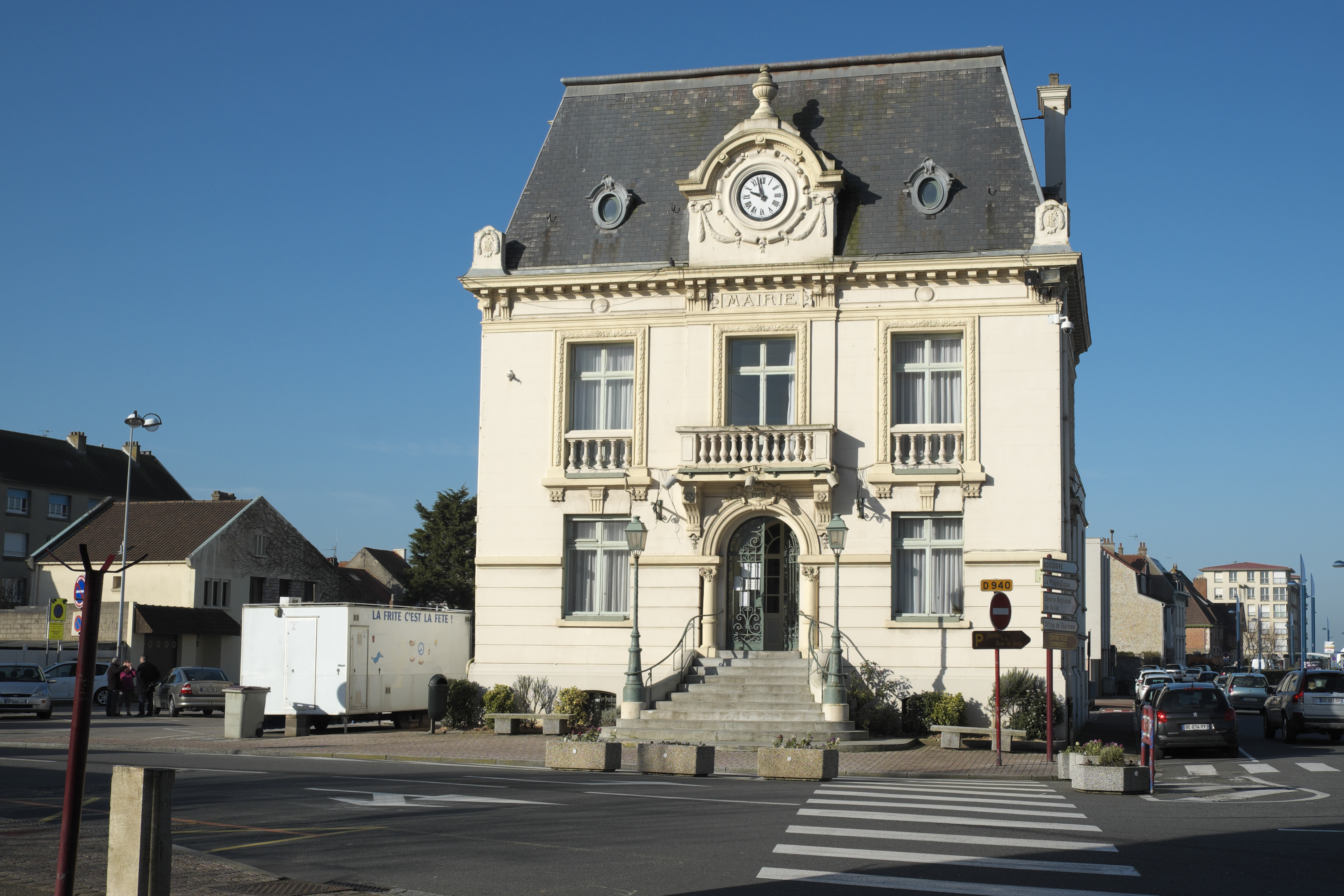
维姆勒市政厅

维姆勒的现任市长为让-吕克·迪巴埃勒先生（Jean-Luc DUBAËLE），他是中间派的一名成员，在2020年的市政选举中获得了45.42%的支持率。
在2022年的法国总统大选中，法国第25任总统埃马纽埃尔·马克龙在维姆勒获得了60.14%的支持率。

## 人口
2019年，维姆勒市镇人口数量为6,343，在法国排名第1,707位。其中男性2,974人，女性3,369人，75岁及以上人口占8.9%，外籍人口数量为79人，人口密度为823人/平方公里，当地居民被称为（男性）或（女性）。2020年，维姆勒境内出生52人，死亡人口105人。
| 维姆勒1901年－2020年人口变化情况 |
|                                  |
| 数据来源：Cassini、INSEE         |

## 经济
维姆勒是一个区域性的中心城市，也是滨海布洛涅附近的一个卫星城。截止2023年4月，维姆勒市镇范围内共有各类用人单位（包含自雇）1,199家，平均历史为15年，其中99.61%为中小型企业（PME），2023年2月至4月间，当地的经济活力指数为0.08%。（渔产品批发）、（家具批发）及（零售）是当地2021年营业额最高的三个企业，分别为35,254,690欧元、26,084,664欧元和4,873,416欧元。

## 财政与居民收入
2021年，维姆勒的财政收入总额为10,712,700欧元，财政支出总额为8,537,780欧元，当年的债务总额为5,864,150欧元。2021年，维姆勒市镇通过增值税获得562,170欧元的收入，此外当地还共获得了378,800欧元的国家直接财政补助。
2020年，维姆勒的人均月收入总额为2,431欧元，其中高级职员为4,303欧元，高于法国平均水平（4,230欧元）；中级职员为2,375欧元，低于法国平均水平（2,411欧元）；普通职员为1,699欧元，低于法国平均水平（1,740欧元）。
2019年，维姆勒境内的贫困率为12%，青壮年（15至64岁）失业率为14.3%；当地51.4%的家庭拥有纳税资格，平均纳税5,826欧元，高于法国平均水平（3,910欧元）。

## 社会事务

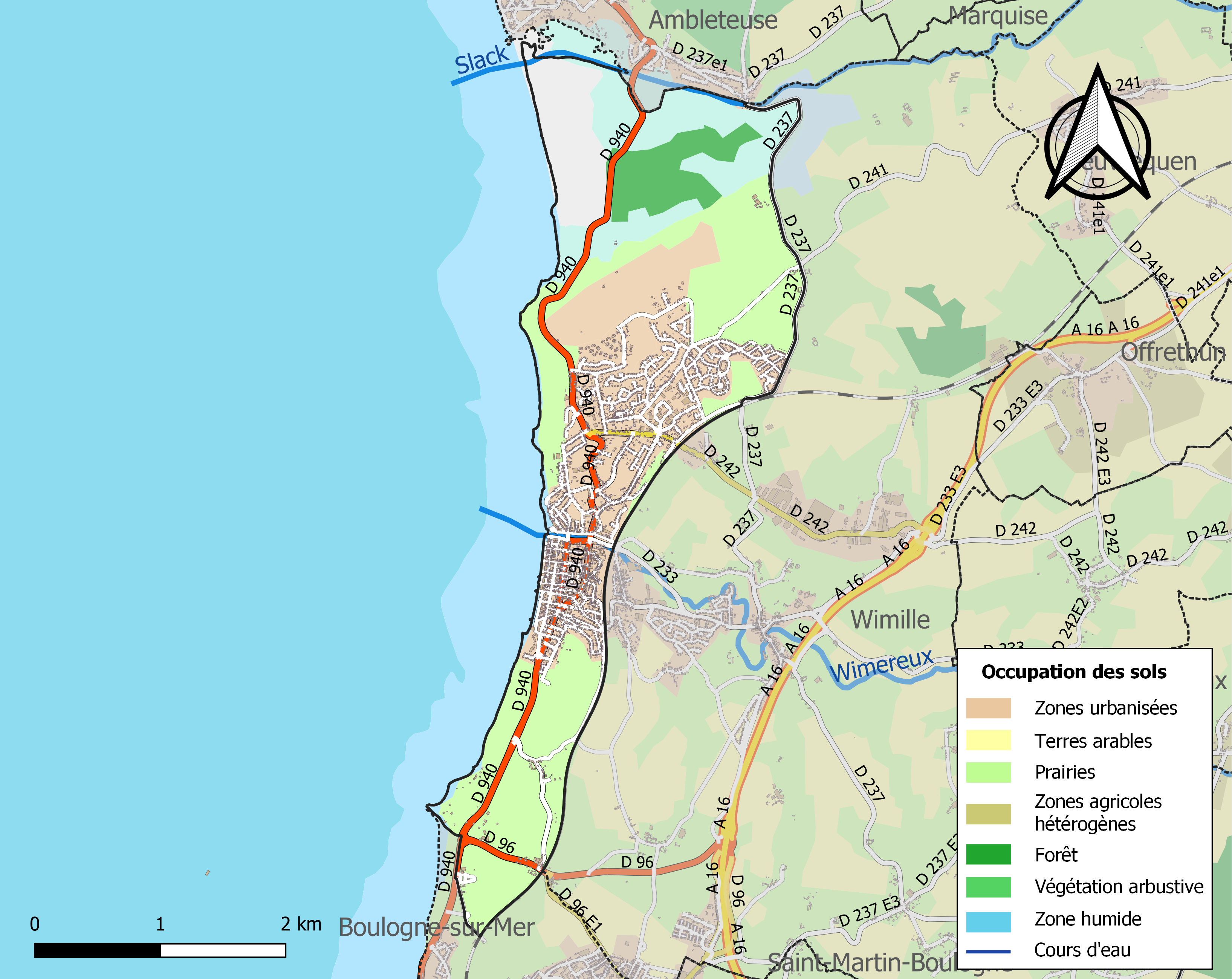
维姆勒土地利用情况地图

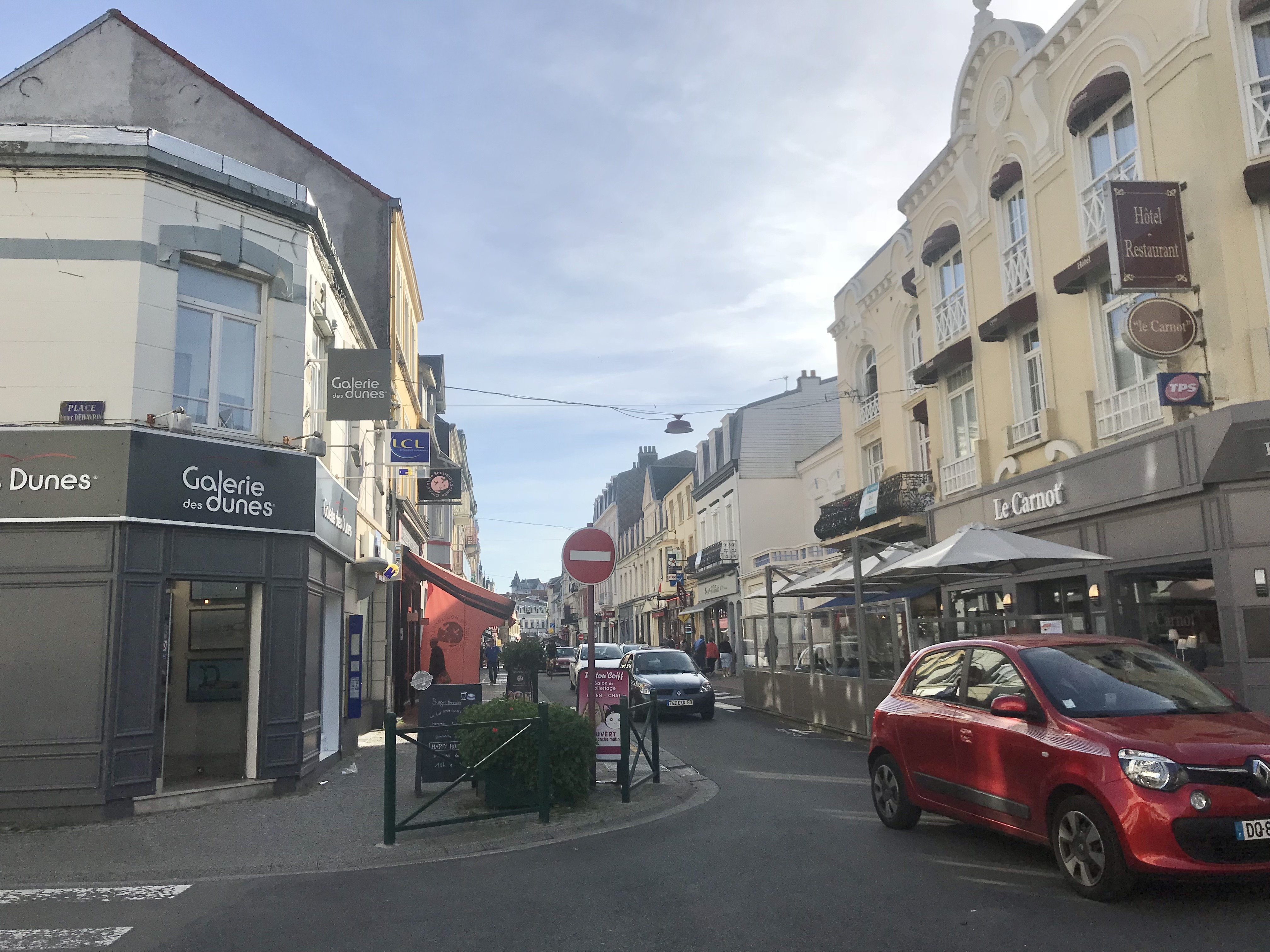
卡尔诺街

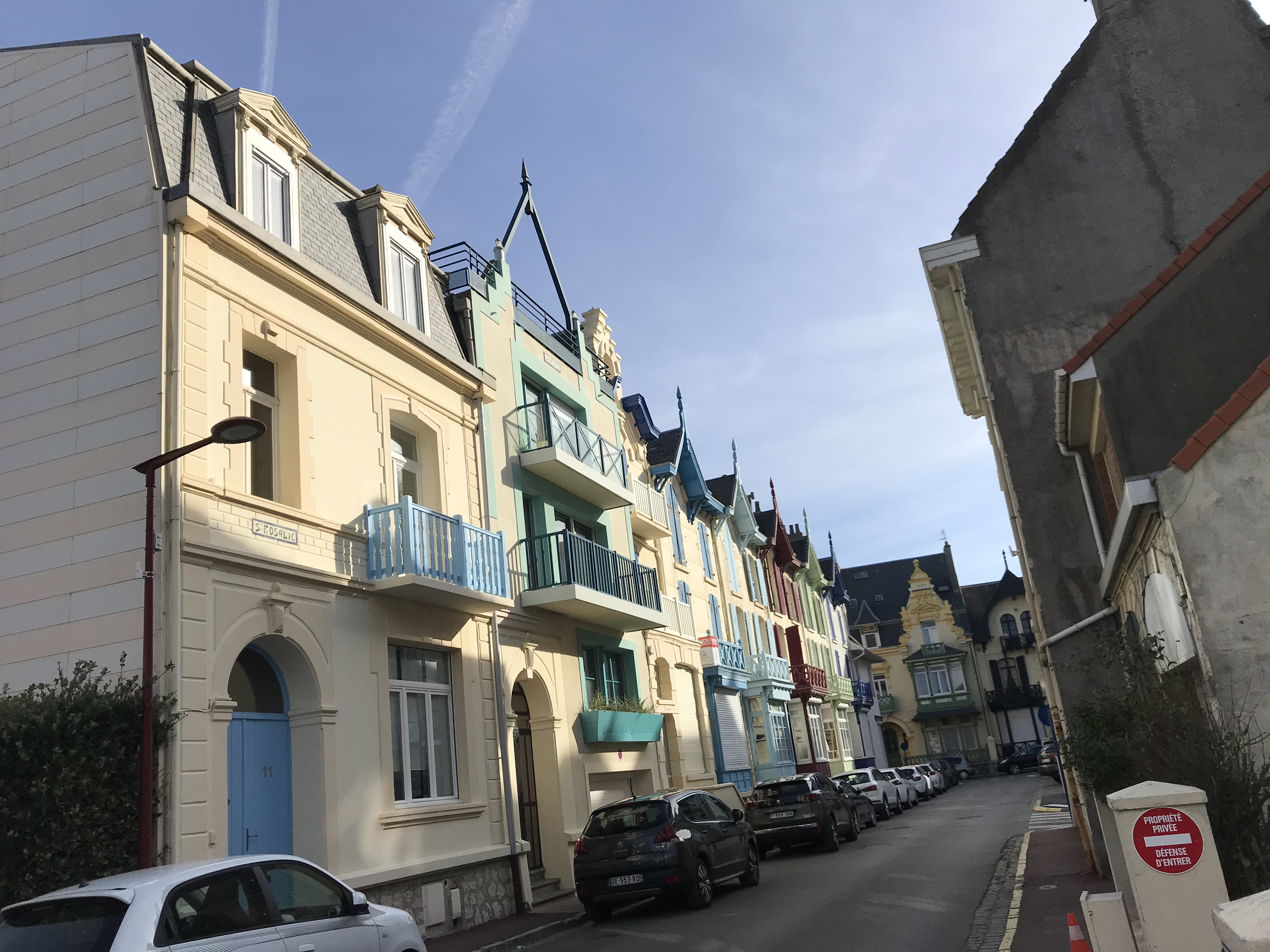
传统民居

### 教育
维姆勒属于里尔学区。截止2021年1月1日，维姆勒境内共有2所幼儿园和3所小学。
在高等教育方面，里尔大学在维姆勒建有海洋研究所。

### 医疗
截止2021年1月1日，维姆勒境内共有全科医生9名、保健师10名、牙医3名和护士14名。境内共有药房3家。
距离维姆勒最近的区域性医疗机构为滨海布洛涅中心医院（Centre Hospitalier de Boulogne-sur-Mer），其主病区位于滨海布洛涅市区，距离维姆勒市区的正常车程大约13分钟，该院设有床位840个，是当地规模最大的公立综合性医院。

### 住房
2019年，维姆勒境内共有各类住房4,909套，其中57.6%为独立式居民区，39.7%为集中式居民区。常住房屋占维姆勒市镇范围内居民建筑总量的56.8%。
在住房保障政策方面，2021年，维姆勒境内共有504户家庭获得了住房经济补助，受益人数占总人口数量的7.9%，其中487份为房租补助。

### 商业
2021年，维姆勒境内共有各类实体商铺123家，其中餐厅27家、大型超市1家、杂货店1家、面包房5家、肉铺4家、书店1家、装饰品店1家、银行门店6家、美容美发店8家、汽车维修店2家。市区内建有家乐福、Intermarché、Aldi等购物商场。

### 体育
2021年，维姆勒境内共有1间体育馆、9处网球场、1处马术场、4处足球或橄榄球场、2处篮球或排球场以及1处高尔夫球场。
截至2023年4月，维姆勒境内共有两家注册足球俱乐部。维姆勒体育联盟（AS Wimereux，编号501040）是当地的代表性足球队，成立于1921年，其主队2022至2023赛季参加加来海峡省足球联赛甲组（法国第九级别），其主场为维克多·勒穆瓦纳球场（Stade Victor Lemoine）。

### 环境
维姆勒的环境事务由其所属的滨海布洛涅城市圈公共社区联合各级政府协调负责。2021年，维姆勒境内暂无污染企业。

### 治安
2021年，维姆勒市镇范围内共有1处派出所。
维姆勒及其附近的共7个市镇是滨海布洛涅警区（zone police de Boulogne sur Mer）的管辖范围。2020年，该警区累计记录各类案件4,215起，其中盗窃类案件2,024起，经济类案件418起，毒品交易类案件291起。

## 文化
2021年，维姆勒境内暂无任何文化设施。维姆勒境内建有市政图书馆（Bibliothèque Municipale de Wimereux），每周一至六向公众开放。

### 建筑
维姆勒境内有多处历史建筑，其中莫西安城堡（Château Mauricien）、阵风公寓（Villa La Rafale）等为法国国家文物保护单位，圣母无染原罪教堂则是当地的地标性建筑物。

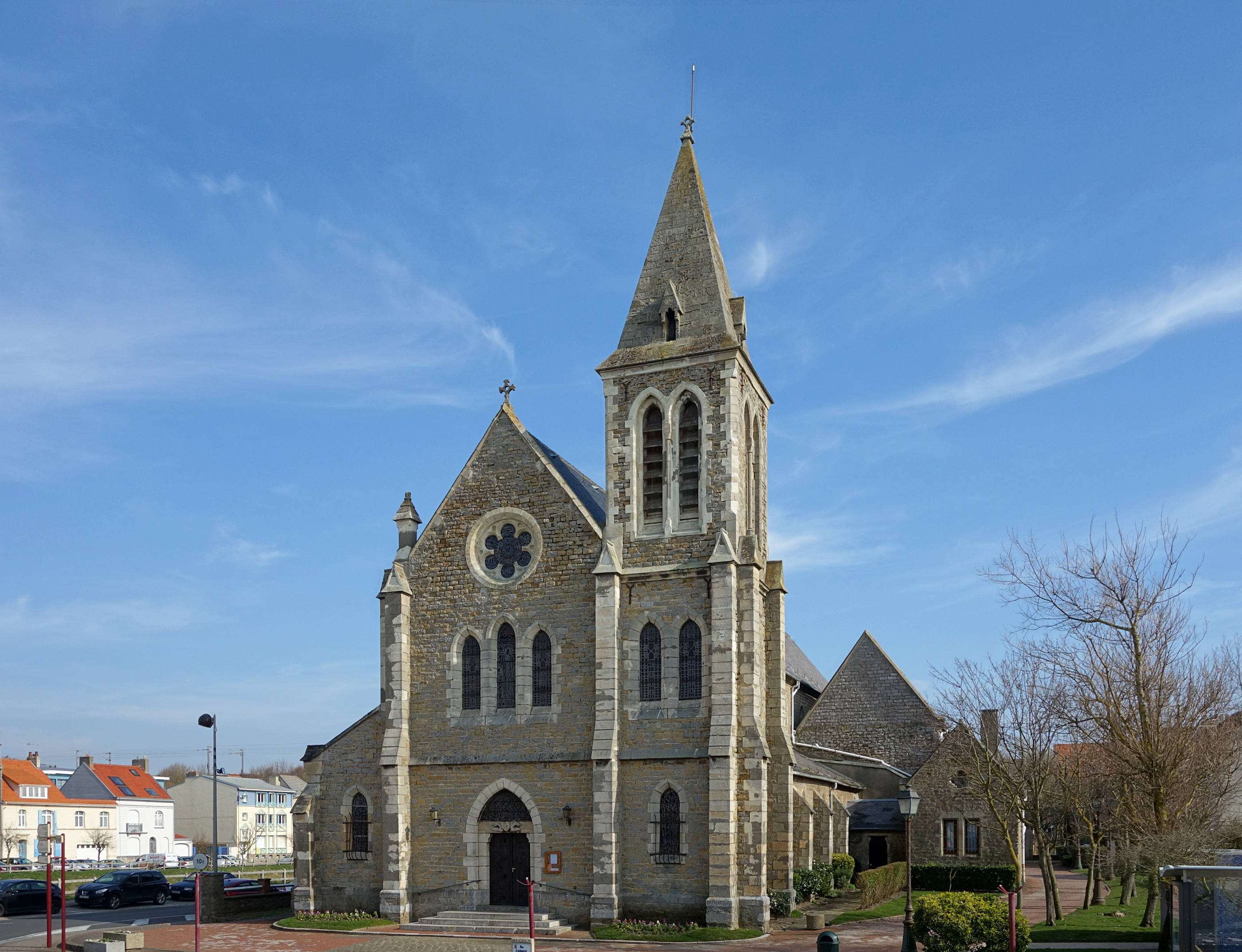
圣母无染原罪教堂（法语：Église de l'Immaculée-Conception de Wimereux）
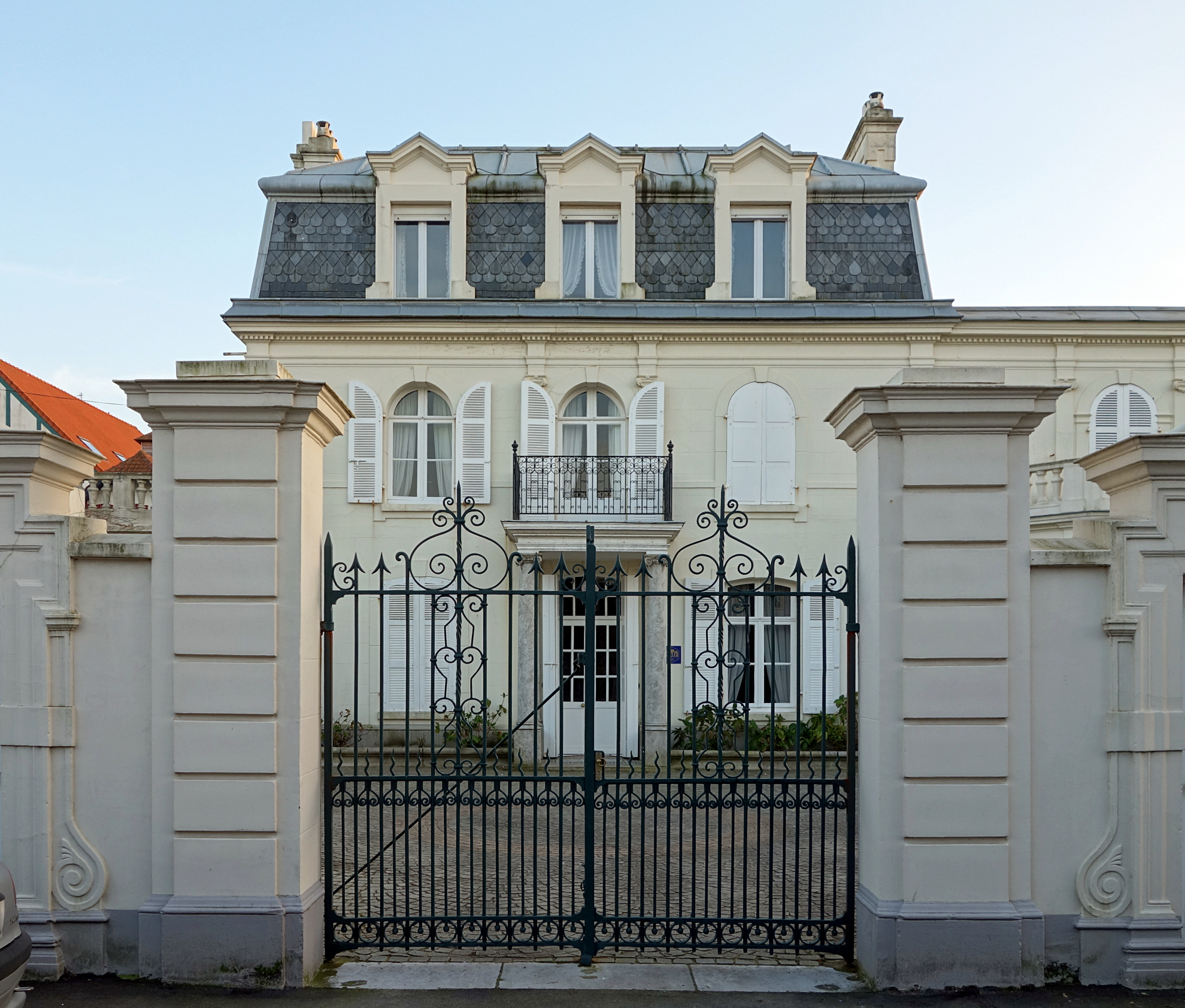
莫西安城堡
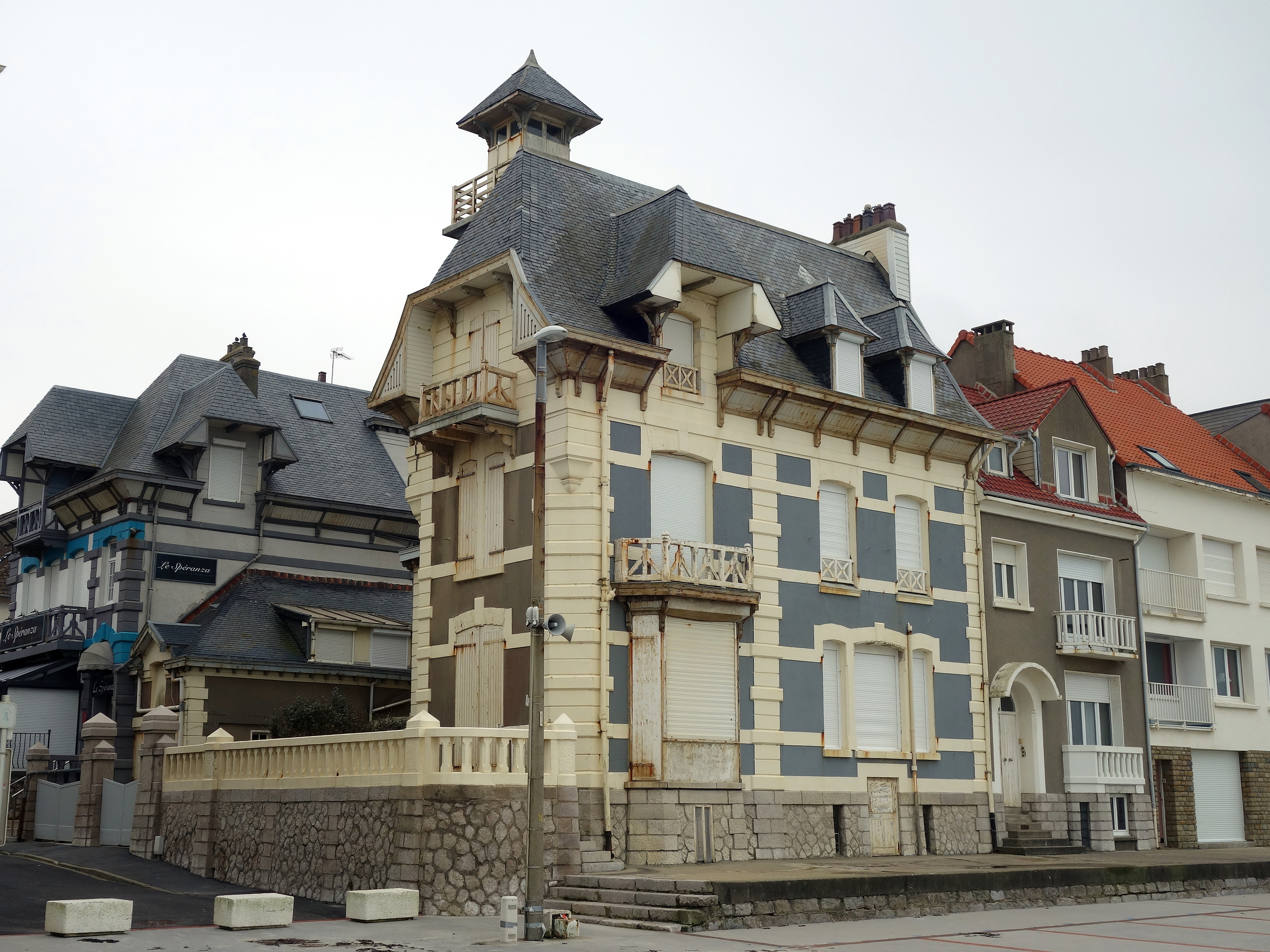
阵风公寓
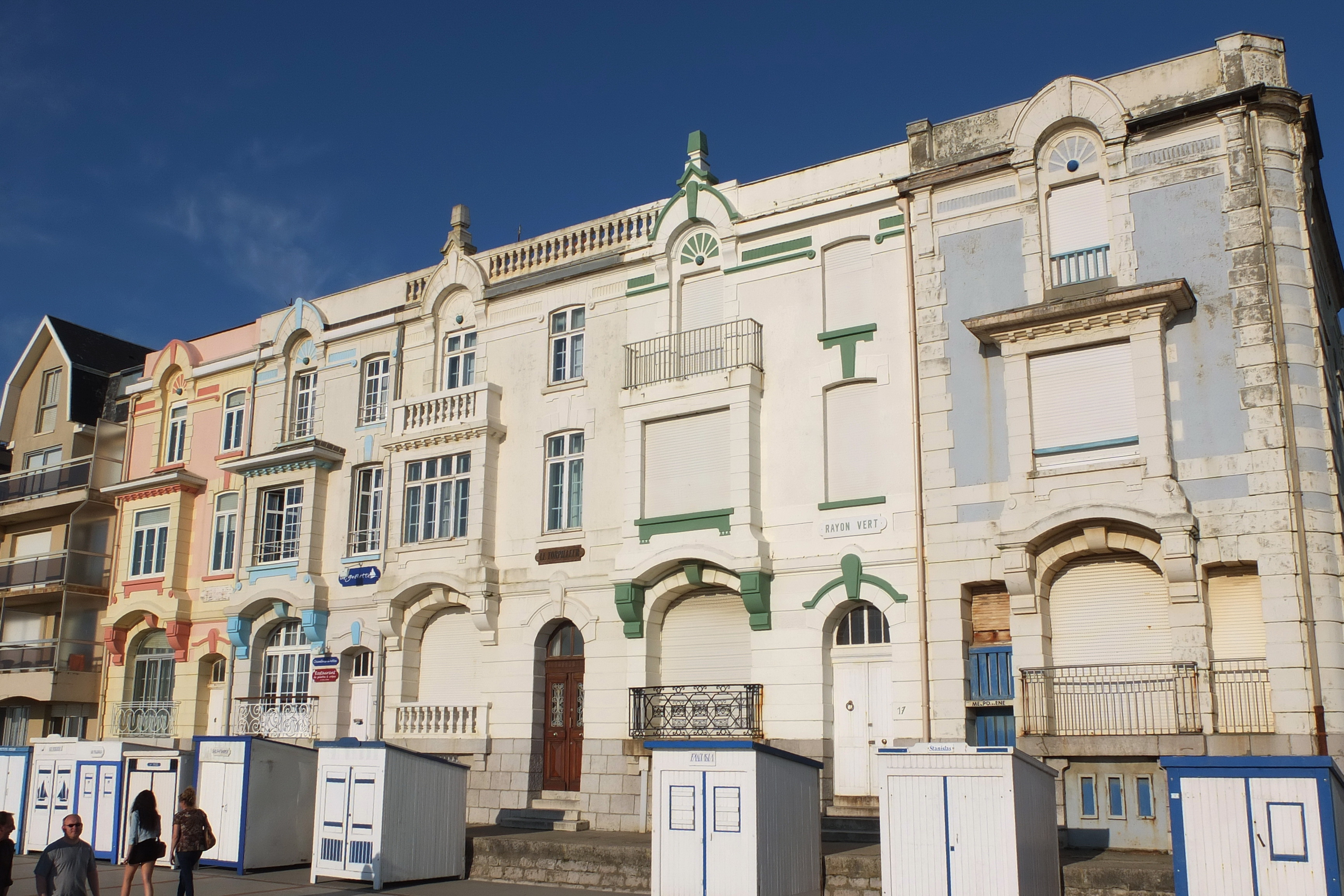
戈埃莱特公寓
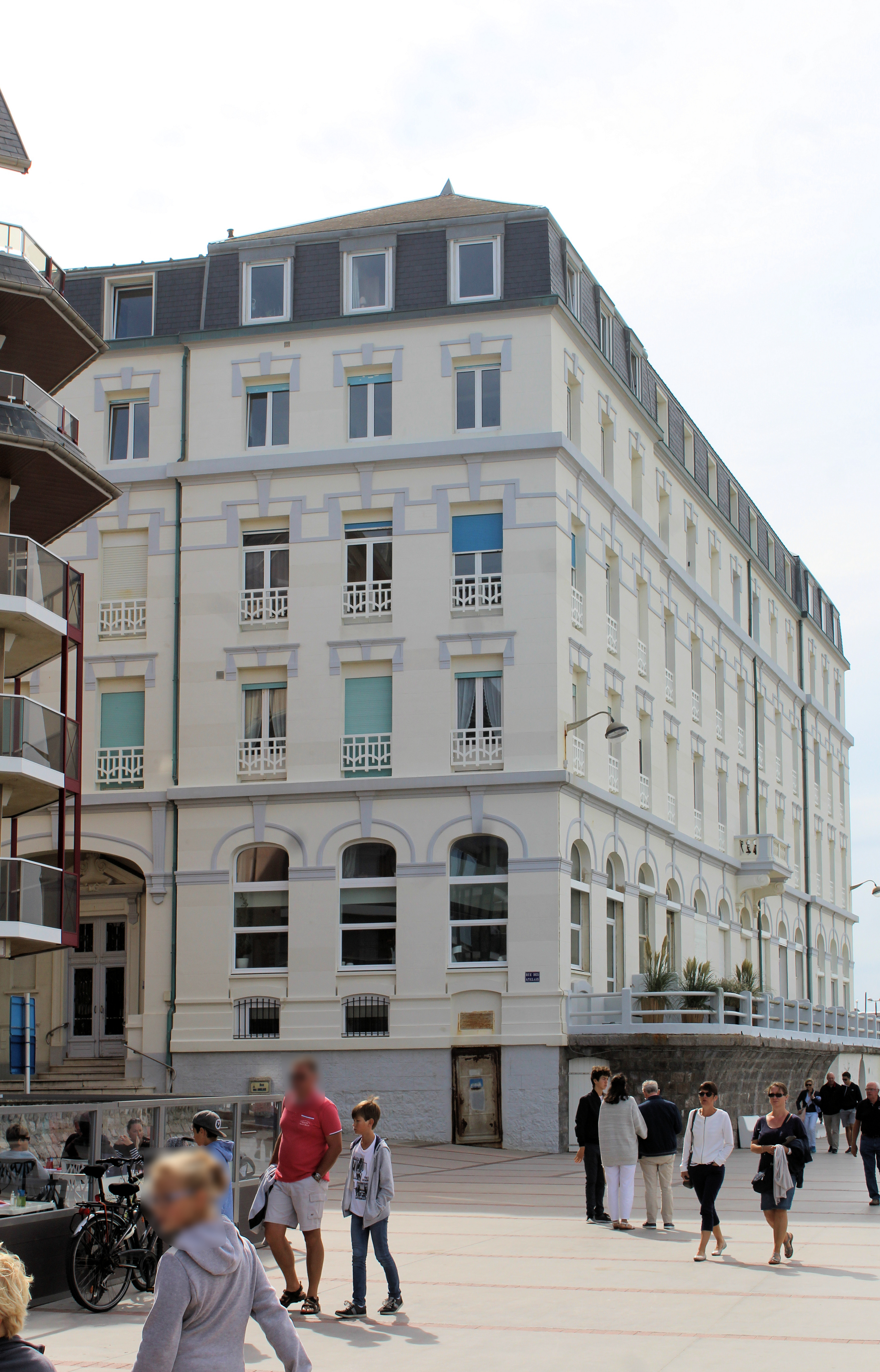
大酒店
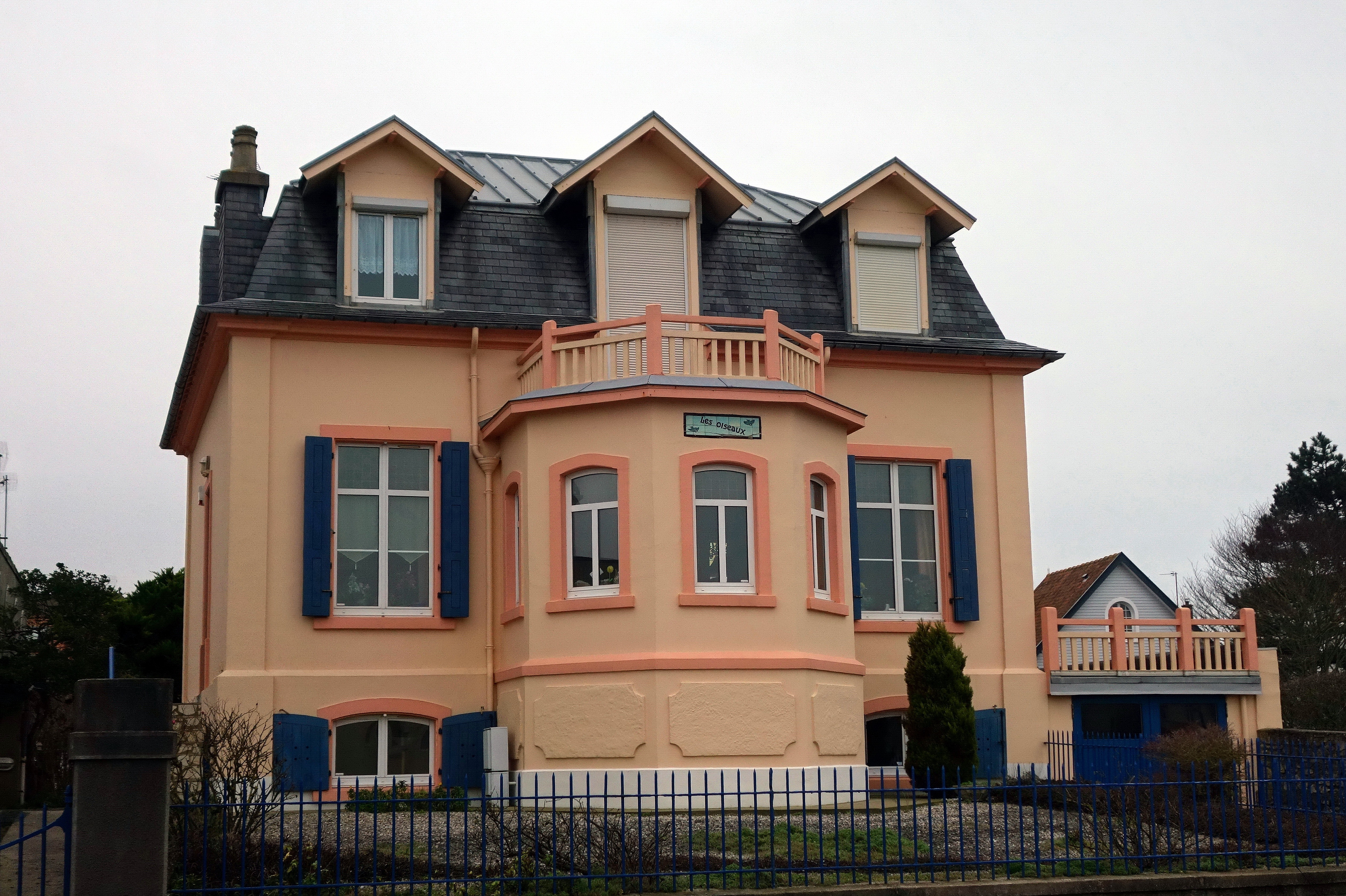
民居1
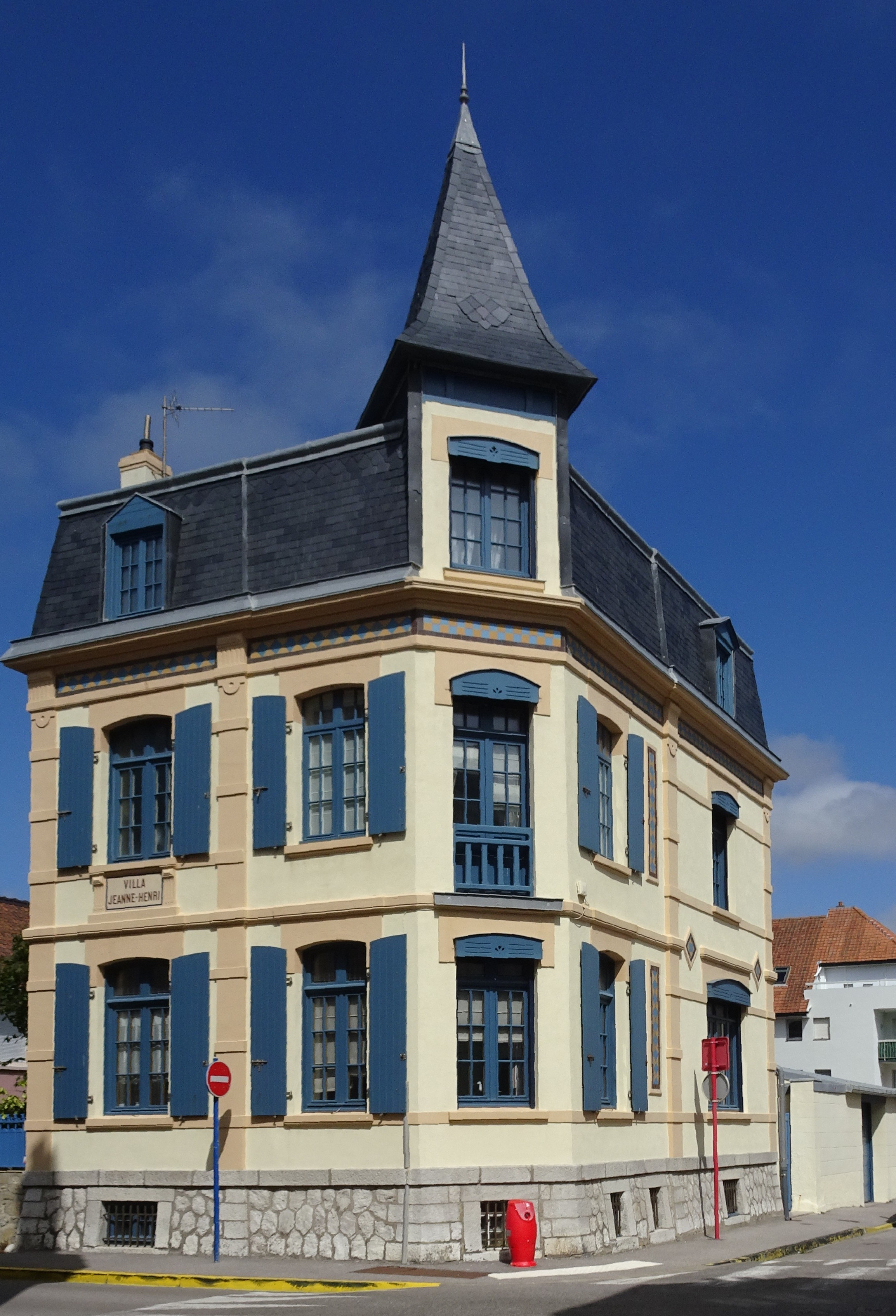
民居2

### 旅游
维姆勒的旅游事务由其所属的滨海布洛涅城市圈公共社区负责。2022年，维姆勒境内共有6家酒店共计109间房间；另有3个露营地，可容纳共387辆露营车。

### 媒体
法国主要的媒体均可在维姆勒接收，法国电视三台下属的上法兰西大区频道在部分时段播出维姆勒所在加来海峡省的地方新闻。《北部之声报》、蓝色法兰西北方广播、BFM电视台大海岸频道、Wéo电视台等是当地主要的地方性媒体。

## 相关人物
法国航天学家让-弗朗索瓦·皮拉特尔·德·罗齐耶逝世于维姆勒。

## 友好城市
截至2023年4月，维姆勒共与两座城市互为友好城市关系：
- 德国 施马伦贝格
- 英格兰 荷尼湾